# The Boston Globe
The Boston Globe és un diari estatunidenc de Boston (Massachusetts). Va ser propietat de The New York Times Company des de 1993 fins al 2013, quan va ser comprat pel magnat John W. Henry. El seu principal competidor és el Boston Herald, i, tot i la recent crisi a la premsa escrita, The Globe manté el vuitè lloc en la mitjana de circulació setmanal de diaris nord-americans. Els seus periodistes han guanyat 27 premis Pulitzer (a data de 2024).